# Char D2
Renault Modèle D2 – francuski czołg średni z okresu II wojny światowej.

## Historia
D2 był rozwinięciem czołgu D1, posiadając grubszy pancerz oraz mocniejszy silnik. Prototyp powstał w 1931 roku, a produkcję seryjną i dostawy dla armii rozpoczęły się w 1934 roku.
Powstał również prototyp napędzany silnikiem wysokoprężnym, ale do produkcji wszedł model z silnikiem benzynowym. W 1936 roku armia francuska zredukowała zamówienie do 50 sztuk, gdyż na uzbrojenie armii przyjęto czołg Somua S-35.
Na początku 1938 roku zaoferowano Polsce, próbującej nabyć we Francji nowoczesne czołgi R-35 lub S-35, zakup zamiast nich czołgów D2, co wzbudziło zainteresowanie, chociaż oceniono je gorzej od S-35. Nie doszło jednak do sfinalizowania zakupu, gdyż w lipcu 1938 roku Francja z uwagi na zwiększone zapotrzebowanie dla własnych wojsk oferowała już tylko sprzedaż licencji na ich produkcję, czym Polska nie była zainteresowana.

## Produkcja
- D2 – pierwsze zamówienie (pierwsza seria nr 2004 - 2053), początek 1934 roku, 50 szt., dostarczone w okresie maj 1936 – luty 1937;
- D2-bis – drugie zamówienie (druga seria nr 2054 - 2103), czerwiec 1938 roku, 50 szt., pierwsze dotarły w kwietniu 1940, a ostatnie maj – czerwiec 1940 i nie wzięły udziału w walkach. Różniła się głównie wieżą i działem (SA 35 z większą penetracją ale musiała mieć mniej pocisków).